# (249010) Abdel-Samad
Pour les articles homonymes, voir Samad.
(249010) Abdel-Samad est un astéroïde de la ceinture principale.

## Description
(249010) Abdel-Samad est un astéroïde de la ceinture principale. Il a été découvert le 26 août 2007 à Wildberg par Rolf Apitzsch. Il présente une orbite caractérisée par un demi-grand axe de 3,02 UA, une excentricité de 0,03 et une inclinaison de 7,8° par rapport à l'écliptique.

## Nom
Rolf Apitzsch a nommé cet astéroïde Abdel-Samad en l'honneur d'« un converti au Savoir » (« zum Wissen konvertiert ») et le Centre des planètes mineures de l'Union astronomique internationale précise que ce nom désigne l’Égyptien Hamed Abdel-Samad, né en 1972, expert en science politique qui a initié en Allemagne un large débat national.

## Compléments